# 達磨山
達磨山（だるまやま）は静岡県沼津市と伊豆市との境界にある982mの山である。
山名は、座禅した達磨大師に似ていることに由来している。天城山の万二郎岳、万三郎岳に対し、長男天狗の棲家であったという伝説から、万太郎（番太郎）の名もあるが、認知度は非常に低い。
箱根の十国峠と比して十三国峠とも呼ばれる。十三国とは、安房国、武蔵国、相模国、甲斐国、信濃国、伊豆国、駿河国、遠江国、三河国、尾張国、美濃国、伊勢国、伊賀国の13の令制国のこと。

## 地史
約100-50万年前の火山活動で形成された大型の達磨火山が、大きく侵食されて残った峰の一つが達磨山峰である。この峰は達磨火山の現在の最高地点であるが火口があった地点ではなく、かつての山頂は侵食の激しい西側斜面方向にあったと考えられている。

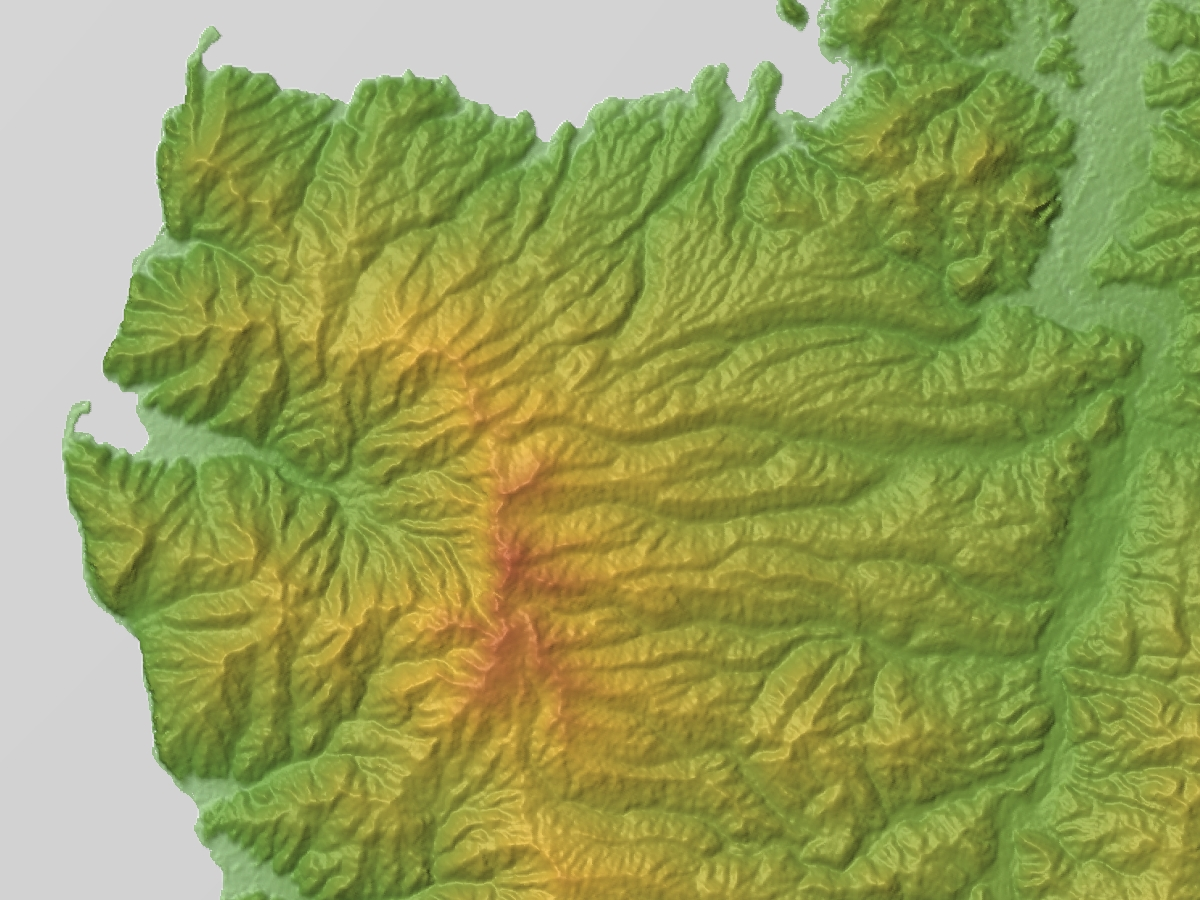
達磨火山の地形図。

達磨火山の山体西側には直径4kmの馬蹄型カルデラがある。
達磨火山は開析が進んで火口などを失い、近傍では火山のように感じないが、北方から眺めると、現在でも大型火山に特有の緩やかな裾野を持っていることが見て取れる。山体の北西側は井田火山と大瀬崎火山に接し、南側は棚場火山に接する。また達磨火山の山体には北方の金冠山をはじめ、古稀山・伽藍山という名のついたある峰もある。

## 観光
南北の山腹には静岡県道127号船原西浦高原線（旧西伊豆スカイライン）が通り、アクセスしやすく眺めが良いためドライブスポットになっている。その開けた視界を利用してラジコン飛行機やアマチュア無線を楽しむ者もいる。
山頂付近は丈の低いミヤマクマザサで覆われているため眺めがよく、山頂においては360度の展望があり、富士山や駿河湾、天城山など伊豆半島の北部周辺を見渡すことができる。天候が良ければ御前崎や赤石山脈の山々なども眺められる。
先述の山腹の観光道路から伸びる登山道を使えば、15分程度で容易に登頂できる。この山稜の登山道は伊豆山稜線歩道の一区間であり、戸田峠駐車場や達磨山高原レストハウスの駐車場から金冠山を経由するコースを歩くことも可能である。なお、この伊豆山稜線歩道は天城山の西陵にある天城峠まで続き、天城縦走路に接続する。

## 画像解説

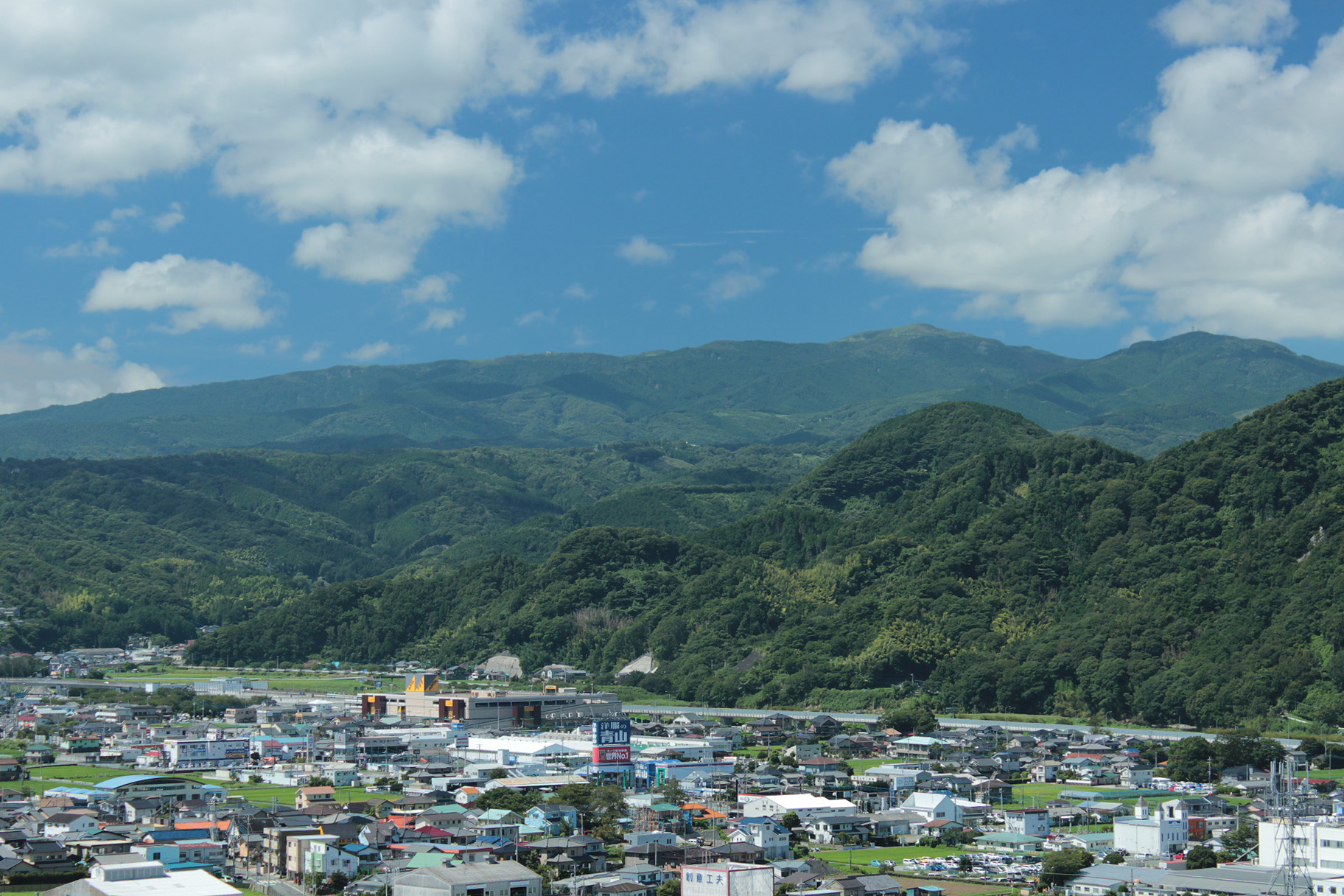
東北東から達磨火山を望む。左のピークが達磨山の山頂。右のピークを小達磨山と呼ぶ。
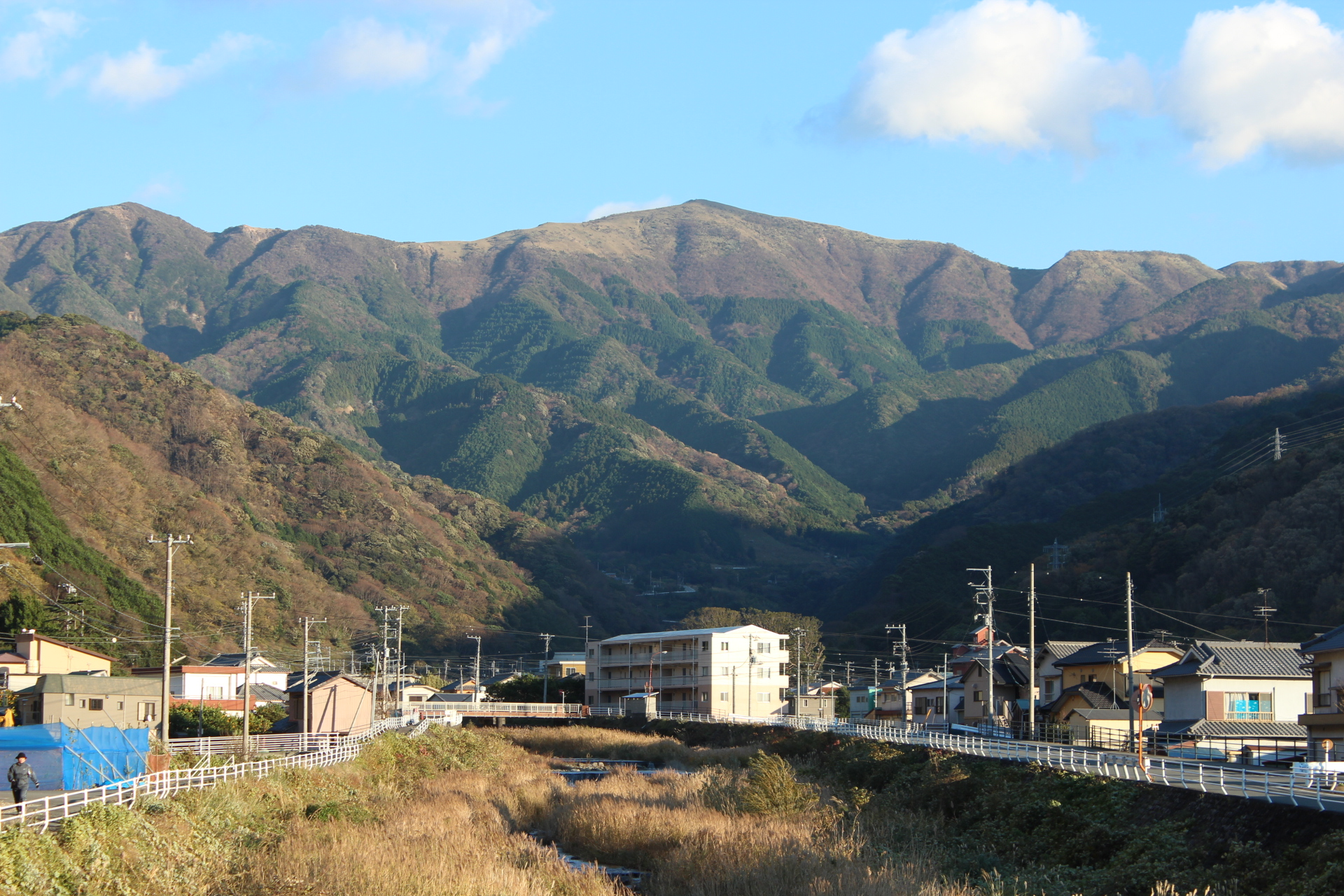
西側は非常に急峻。
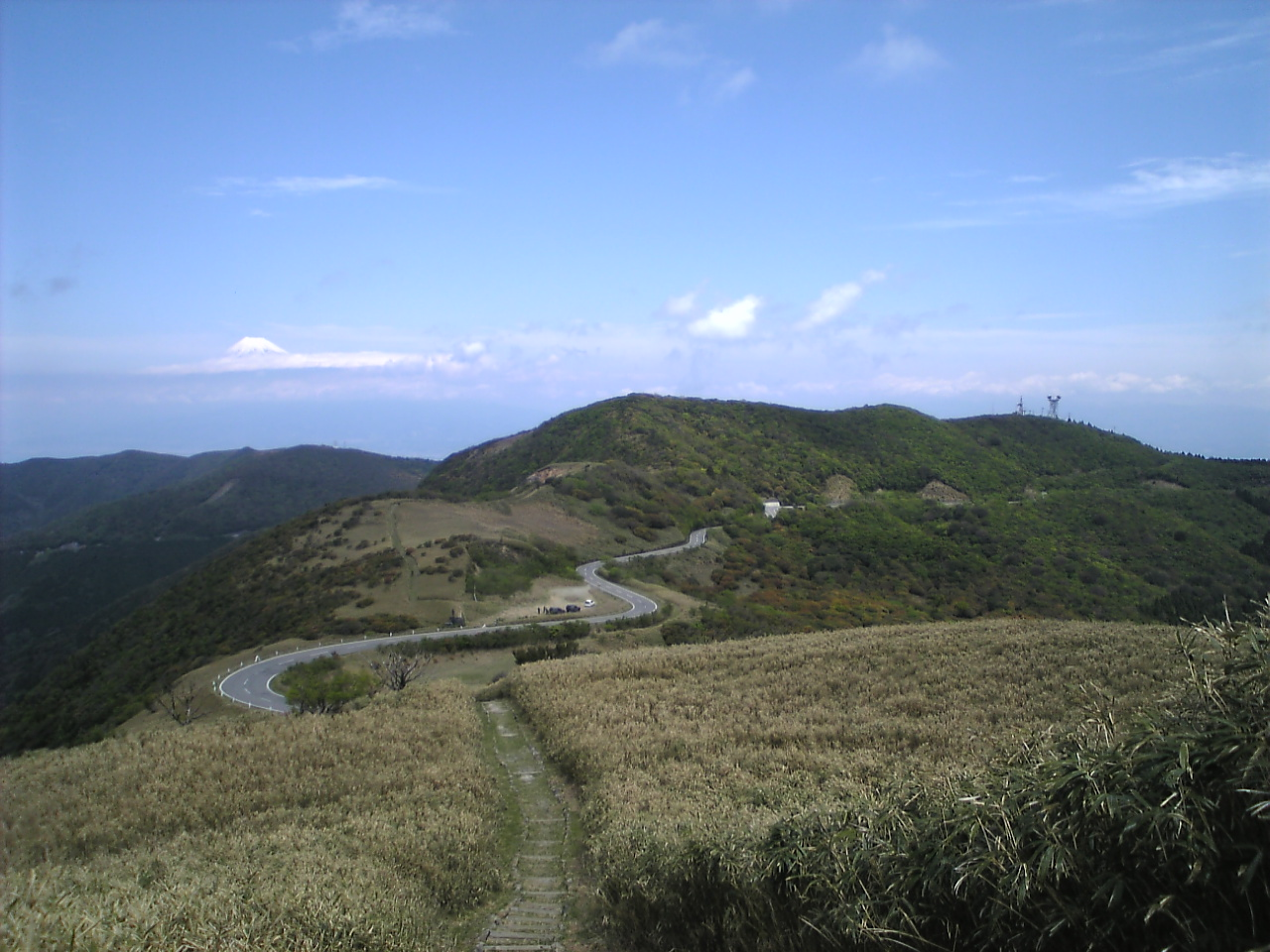
山頂付近から北を望む 右の尾根は小達磨山。
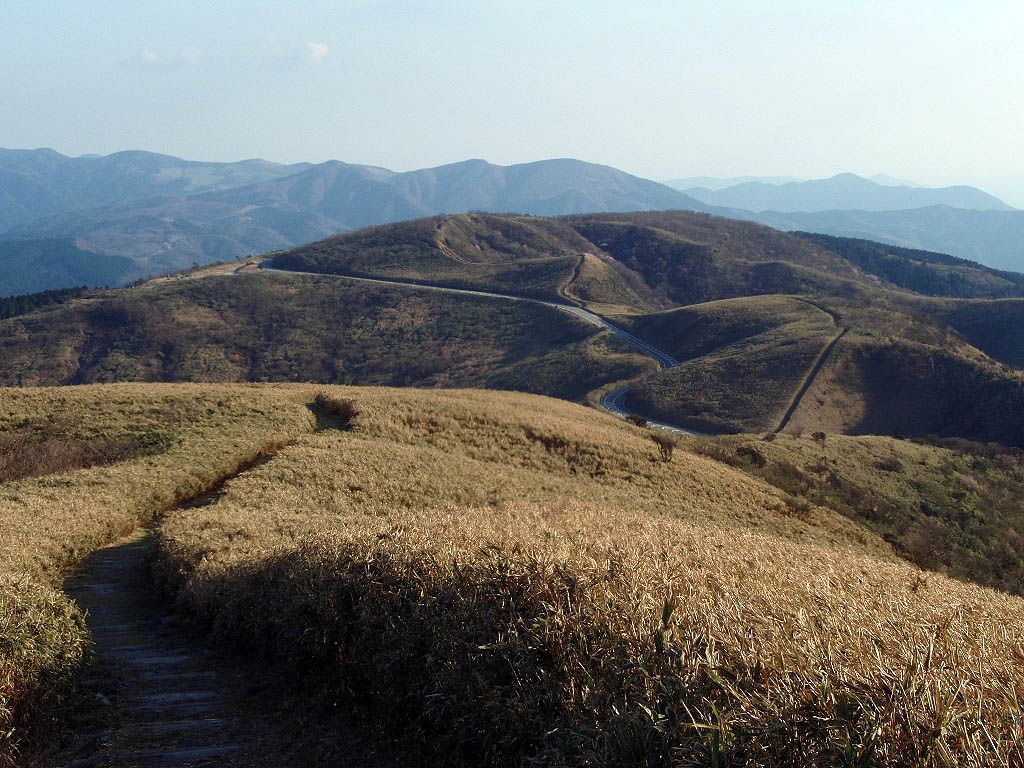
山頂から南を望む。
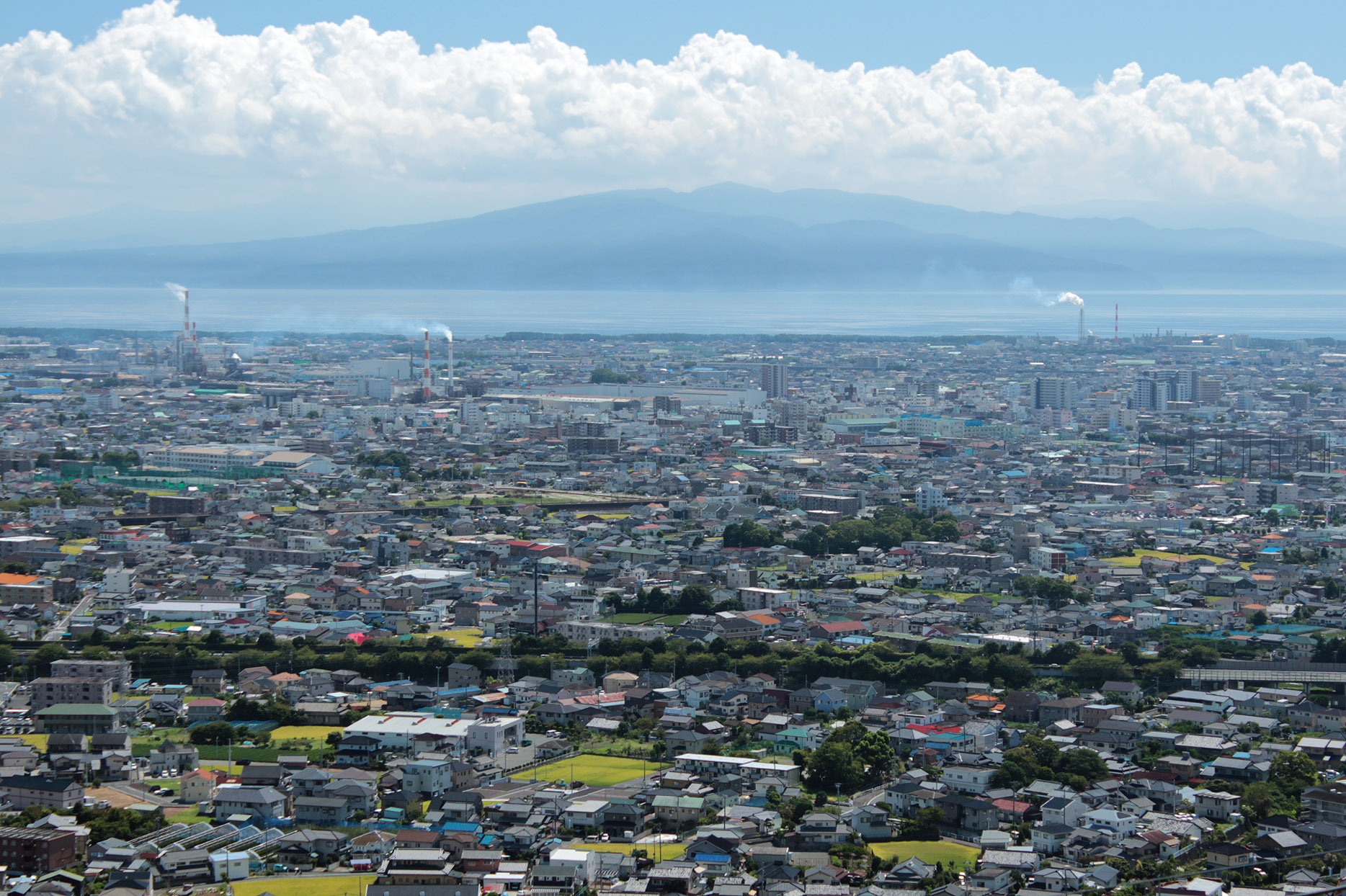
北西から達磨火山のシルエット。